# Miguel, o Valente
Miguel, o Valente (em romeno:  Mihai Viteazul, em húngaro:  Vitéz Mihály; 1558 - 9 de agosto de 1601) foi Príncipe da Valáquia (1593-1601), da Moldávia (1600) e da Transilvânia (1599-1600). Ele unificou os três principadosnota 1 sob um único príncipe durante um curto período de tempo.
Durante o seu reinado, que coincidiu com a Grande Guerra, estes três principados formaram o território da atual Roménia e Moldávia, que foram governados pela primeira vez por um único lider romeno, apesar de esta união ter durado apenas seis meses. Miguel é lembrado como um dos grandes heróis nacionais.
O seu governo na Valáquia iniciou-se no outono de 1593. Dois anos depois, eclodiu uma guerra com o Império Otomano, em que Miguel lutou, principalmente na Batalha de Călugăreni, considrada uma das mais importantes do seu reinado. Apesar de sair vitorioso, ele foi obrigado a retirar com as suas tropas e esperar pelos seus aliados, o Príncipe considered Sigismundo Báthory da Transilvânia e o Sacro-Imperador Rodolfo II. Foi feita a paz em Janeiro de 1597, mas durou somente um ano e meio. Uma segunda paz foi celebrada em 1599, quando Miguel foi incapaz de continuar devido à falta de apoio dos seus aliados.
Nesse ano, Miguel ganhou a Batalha de Şelimbăr e entrou em Alba Iulia, tornando-se Príncipe da Transilvânia. Meses depois, As tropas de Miguel invadiram a capital da Moldávia e conquistaram a capital, Iaşi. Jeremias Movilă, o príncipe moldavo, fugiu para a Polónia e Miguel foi declarado Príncipe da Moldávia. Miguel manteve os três principados sob o seu controlo por menos de uma ano, pois certos boiardos provindos dos três principados revoltaram-se contra ele. Miguel aliou-se ao General Imperial Giorgio Basta e derrotou uma revolta da nobreza húngara em Gurăslău, na Transilvânia. Após a vitória, Basta ordenou o assassinato de Miguel, a 9 de agosto de 1601.

## Primeiros anos
Sabe-se muito pouco sobre a infância e os primeiros anos como adulto de Miguel. Ele era filho ilegítimo do Príncipe Pătrașcu o Bom e da sua amante grega Teodora Cantacuzina, uma suposta descendente do Imperador João VI Cantacuzeno. Pertencia à Casa de Bassarabe. Há quem defenda que inventou a sua ascendência para justificar o seu governo. Apesar de tudo, a primeira teoria é a mais aceite. Em 1601, durante uma estadia em Praga, ele foi retratado pelo pintor Egídio Sadeler, que escreveu na pintura as palavras aetatis XLIII ("no seu 43º ano de vida"), pelo que se concluiu que a datade nascimento de Miguel era 1558.
A ascensão política de Miguel é espetacular. Governou o Banato de Mehedinţi em 1588, na corte de Mihnea II da Valáquia, o Banato de Craiova em 1593, durante o governo de Alexandre, o Mau. Este fê-lo jurar para 12 boiardos que não era de ascendência real. No entanto, acabou por nascer um conflito entre Alexandre e Miguel, pelo que este último teve de fugir para a Transilvânia. Foi acompanhado por Radu Florescu, Radu Buzescu e outros apoiantes. Após duas semanas na corte de Sigismundo Báthory, dirigiu-se a Constantinopla, onde, com a ajuda do primo Andrónico Cantacuzeno e do Patriarca Jeremias II, negociou com o Império Otomano para ganhar apoio para a sua acessão a Príncipe da Valáquia.

## Valáquia

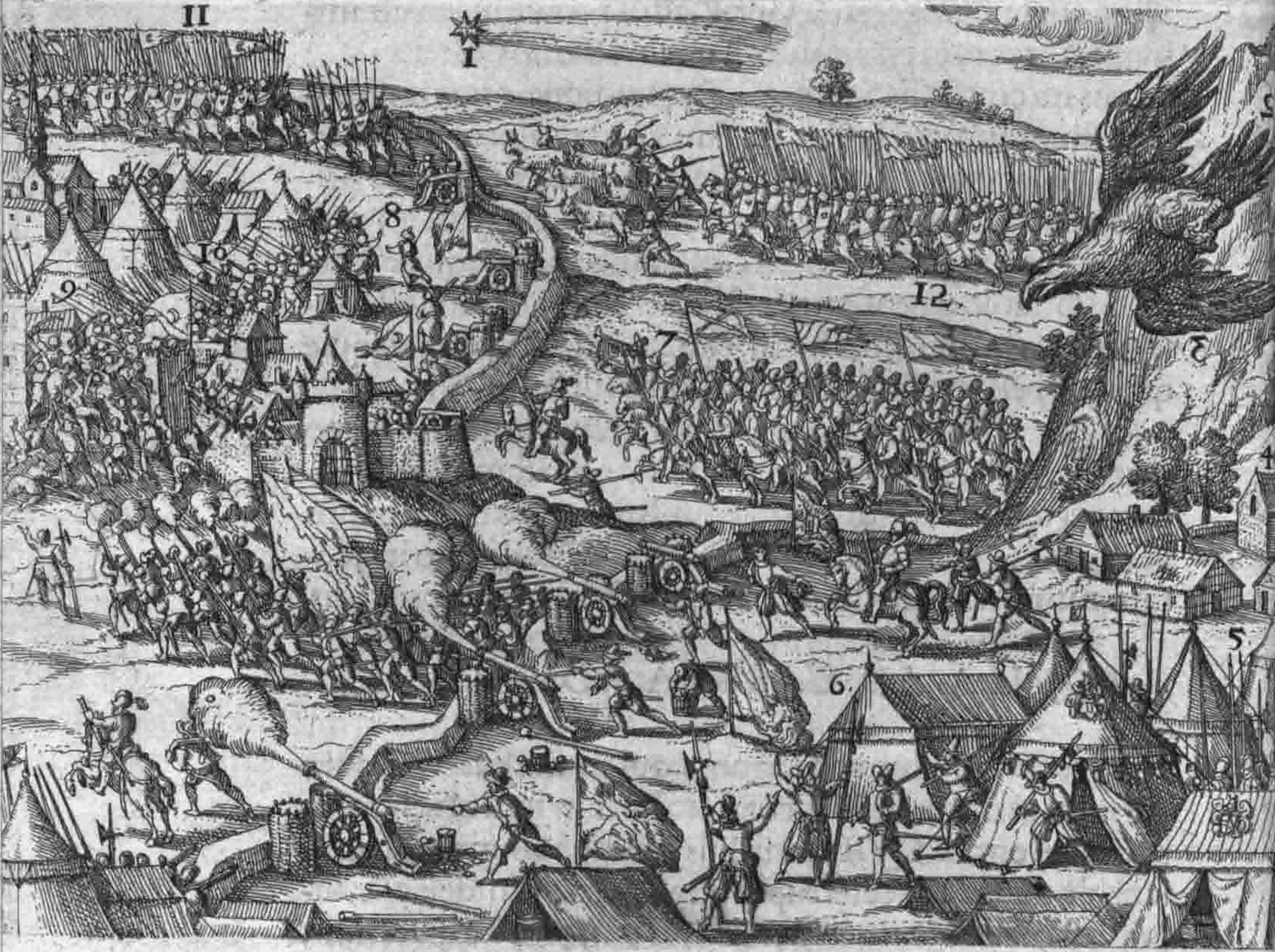
Ilustração contemporênea de Miguel derrotando os Turcos em Târgovişte em Outubro de 1595

Após tornar-se príncipe da Valáquia, Miguel voltou-se contra os Turcos Otomanos. Juntou-se, em 1594, à aliança cristã das potências europeias formadas pelo Papa Clemente VIII contra aqueles, assinando tratados com os seus vizinhos: Sigismundo Báthory da Transilvânia, Aarão, o Tirano da Moldávia e o Sacro Imperador Romano-Germânico, Rodolfo II. Começou por conquistar várias cidades em torno do Danúbio, incluindo Giurgiu, Brăila, Hârşova, e Silistra, enquanto os seus aliados moldavos derrotaram os turcos em Iaşi e em outras partes do Principado. Miguel continuou a entrar bem dentro do Império Otomano, conquistando Nicópolis, Ribnic, e Chilia e chegando a Adrianópolis. A certo ponto as suas forças estavam a somente 24 km de Constantinopla.

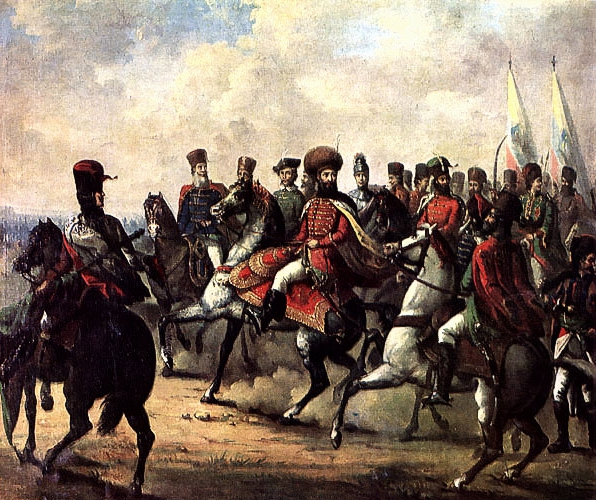
Miguel e as suas tropas numa ilustração oitocentista de Gheorghe Tattarescu

Em 1595, Sigismundo Báthory montou um plano elaborado para retirar Aarão do poder.  Ştefan Răzvan prendeu Aarão com o pretexto de acusação de traição, na noite de 5 de Maio, e mandou-o para Alba Iulia (Gyulafehérvár) com a sua família e tesouros. Aarão morreu envenenado em Maio, no castelo de Vinc. Sigismundo foi forçado a justificar as suas ações perante as potências europeias, visto que Aarão havia tomado um papel bastante ativo e exemplar na aliança anti-Otomana. Mais tarde, em Alba Iulia, os boiardos valaquianos assinaram com Sigismundo Báthory um tratado que, do ponto de vista interno, oficializou um regime boiardo, reforçando o poder da sua classe. Segundo este tratado, um conselho de 12 boiardos faria parte do governo executivo do principado, juntamente com o Príncipe Miguel.
Enquanto isso, o exército turco, em Ruse, preparava-se para atravessar o Danúbio e organizar um contra-ataque. A 4 de Agosto de 1595, os turcos por fim atravessaram o rio. Miguel foi forçado a retirar-se. Como estava em desvantagem numérica, Miguel aceitou a batalha em campo aberto. Decidiu combater perto da aldeia de Călugăreni, perto do rio Neajlov. A Batalha de Călugăreni iniciou-se a 13 de Agosto. Apesar da vitória, retirou-se e uniu, mais tarde, forças com o exército de Sigismundo Báthory. Contra-atacou os otomanos, libertando Târgovişte (8 de Outubro), Bucareste (12 de Outubro) e Brăila, removendo a Valáquia da suserania otomana.

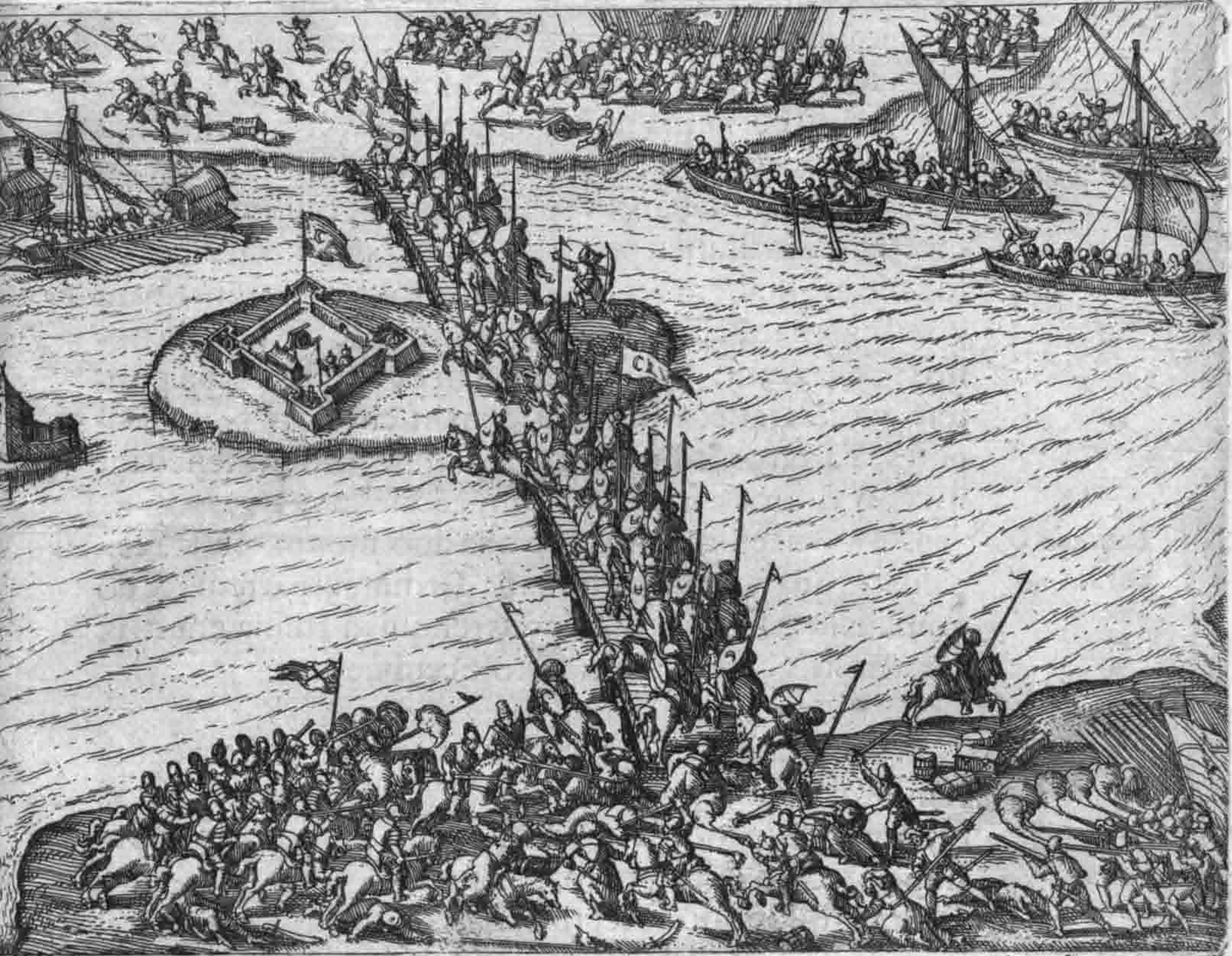
Ilustração de Miguel a derrotar os Turcos em Giurgiu em Outubro de 1595

A luta continuou em 1596, quando Miguel atacou outras cidades, como Vidin, Pleven, Nicópolis, eBabadag, onde foi assistido pelos Búlgaros locais.
Miguel sofreu ainda um ataque inesperado dos Tártaros da Crimeia, que destruíram as cidades de Bucareste e Buzău. Miguel preparou-se para contra-atacar, mas os Tártaros retiraram-se rapidamente. Miguel estava determinado em continuar a luta contra os Otomanos, mas retirou-se por falta de apoio dos aliados. A 7 de Janeiro de 1597, Hasan Pasha declarou a independência da Valáquia, sob o governo de Miguel, mas ele sabia que era uma distração para evitar que organizasse mais contra-ataques. Miguel fez uma nova aliança com o Imperador Rodolfo II a 9 de Junho de 1598. Após a assinatura do tratado, a guerra otomana recomeçou e Miguel cercou Nicópolis, a 10 de Setembro, e tomou controlo sobre Vidin. A guerra continuou até 26 de Junho de 1599, quando Miguel, por falta de recursos e apoios, assinou um tratado de paz.

## Transilvânia

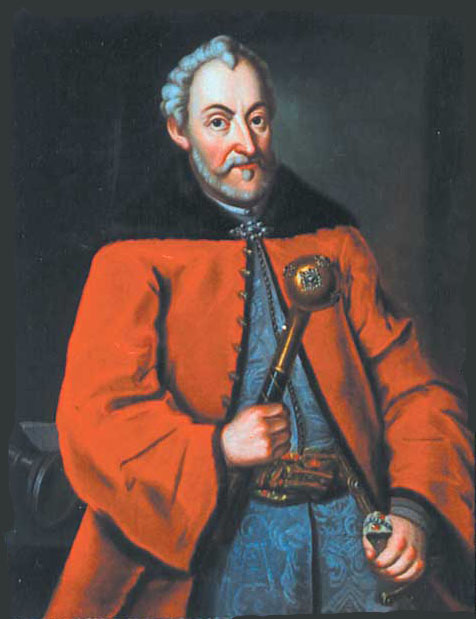
Hetman Jan Zamoyski

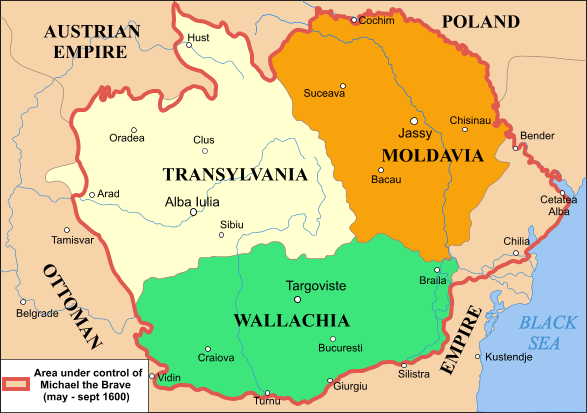
Os três principados sob o cetro de Miguel, Maio-Setembro de 1600

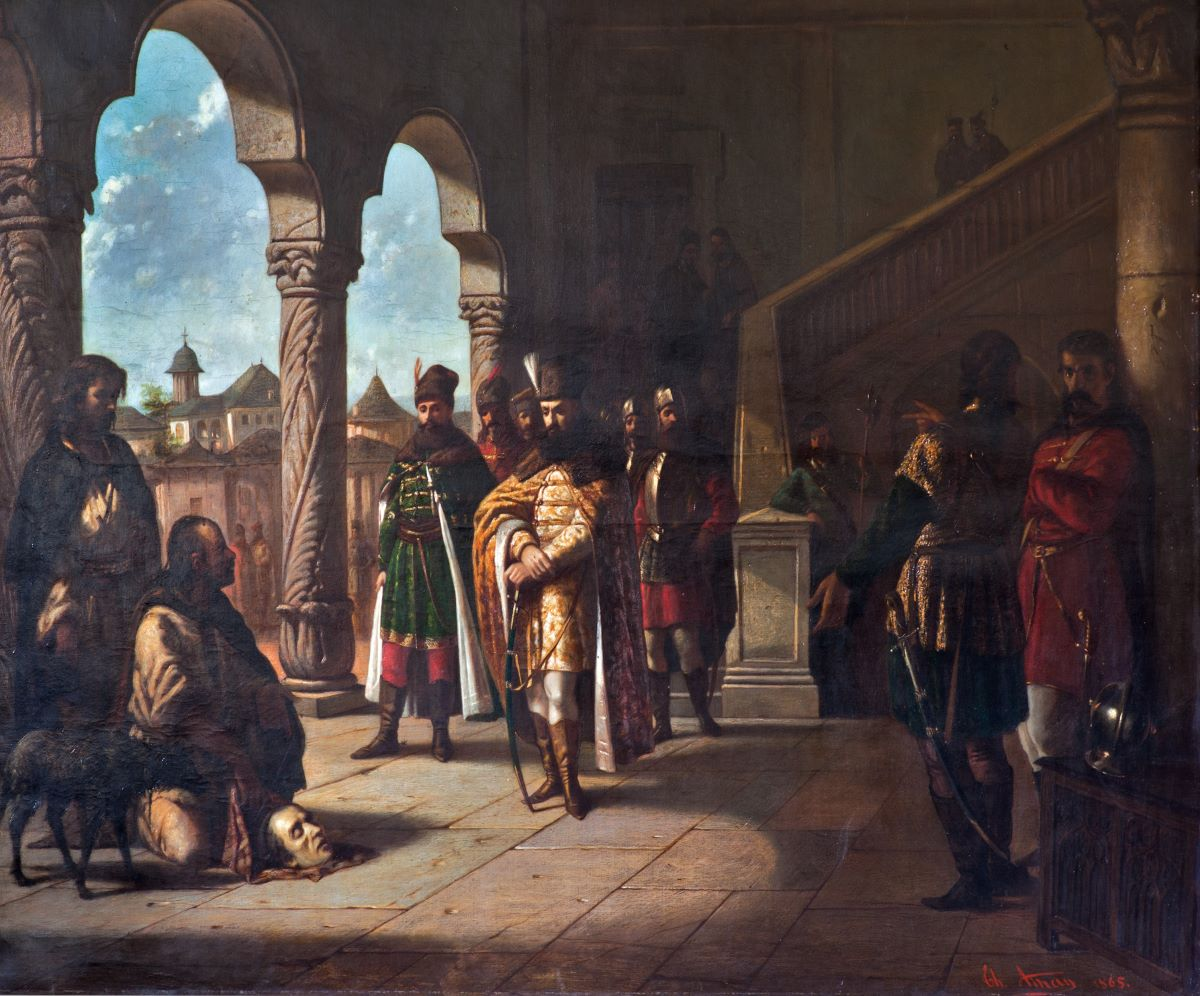
Sículos traz a cabeça do Cardeal André Báthory para Miguel após a Batalha de Şelimbăr

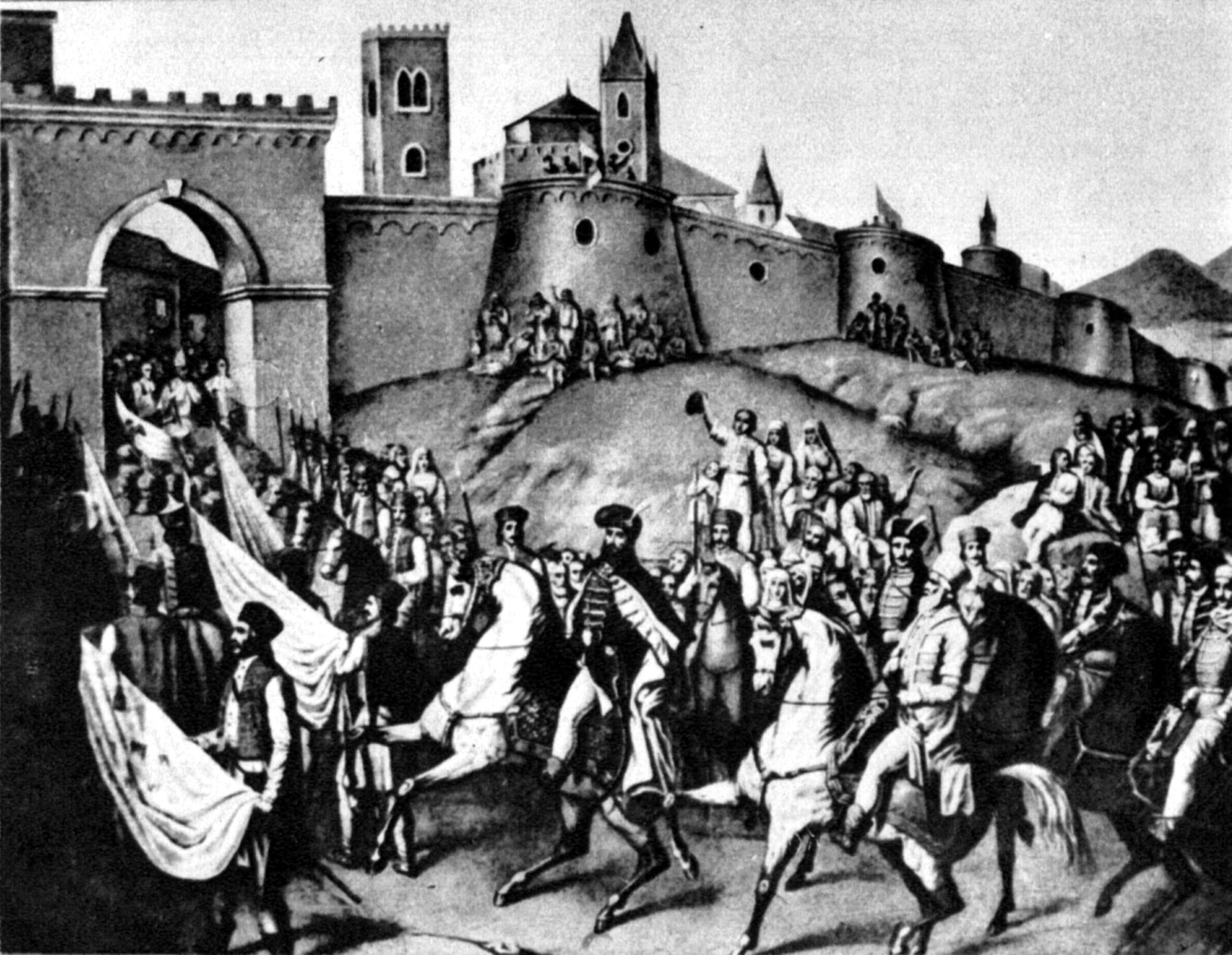
Miguel entrando em Alba Iulia

Em Abril de 1598, Sigismundo abdica do Principado da Transilvânia a favor do Imperador Rodolfo II. Voltou atrás em Outubro e deu o trono ao primo, o Cardeal André Báthory. Báthory tina fortes laços com o hetman Jan Zamoyski e colocou a Transilvânia sob infuência do Rei da Polónia, Sigismundo III da Polônia. Era também um aliado de um grande inimigo de Miguel, o moldavo Jeremias Movilă. Movilă depusera Ştefan Rǎzvan oom a ajuda de Zamoyski, em Agosto de 1595.

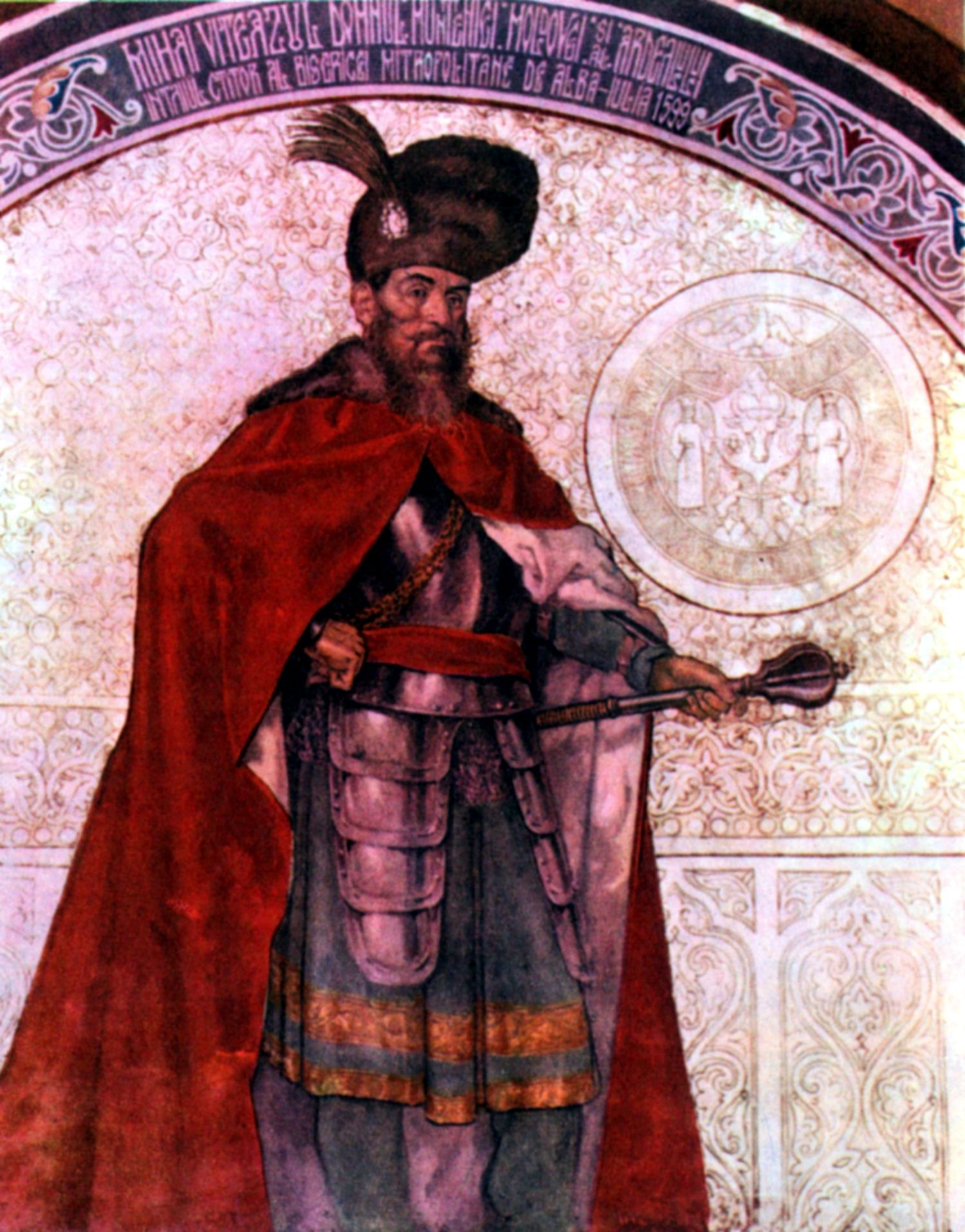
Pintura mural de Miguel.

Miguel teve de enfrentar a nova ameaça. André Báthory havia-lhe mandado um ultimato ordenando que abdicasse do trono valaquiano.  Miguel decidiu atacá-lo para prevenir uma invasão. Deixou Târgovişte a 2 de Outubro e 7 dias depois alcançou Prejmer no sul da Transilvânia, onde se encontrou com enviados da cidade de Braşov. Poupando a cidade, foi para Cârţa, onde juntou forças com os sículos.
A 18 de Outubro, Miguel ganhou uma batalha decisiva contra André na Batalha of Şelimbăr, dando-lhe controlo da Transilvânia. André foi morto a 3 de Novembro, perto de Sândominic. Miguel entrou na capital, Alba Iulia, e recebeu as chaves da cidade, sendo reconhecido governante pelo parlamento local.
Miguel não garantiu direitos ou libertou quaisquer romenos habitantes de Alba Iulia, que constituíam cerca de 60% da população. Procurou o apoio antes o apoio dos nobres, reafirmando os seus títulos e privilégios.
Ele trouxe ajudas valaquianas ao Principado, convidando outros nobres para governar a Valáquia, para onde desejava transferir o sistema feudal mais avançado da Transilvânia.

## Moldávia
O príncipe moldavo Jeremias Movilă, velho inimigo de Miguel, fora o encorajador para o ultimato do malogrado André Báthory. O seu irmão, Simão Movilă, reivindicou o trono valaquiano para si e usou o título desde 1595. Atento à ameaça que os Movilăs representavam Miguel criou o Banato de Buzău and Brăila em Julho de 1598, e o novo governante foi encarregado de estar atento às movimentações moldavas, tártaras e cossacas, apesar de Miguel estar a preparar uma nova campanha contra os moldavos há vários anos.
A 28 de Fevereiro, Miguel encontrou-se com os embaixadores polacos em Braşov. Ele planeava reconhecere o rei da Polónia como seu suserano, em troca do trono moldavo e do reconhecimento dos seus herdeiros sobre os três principados. Isto não atrasou o seu ataque; a 14 de Abril de 1600, as tropas de Miguel invadiram a Moldávia em várias frentes, sendo que o próprio Príncipe liderou a frente que se dirigia a Trotuş e Roman. Alcançou a capital, Iaşi, a 6 de Maio. A guarnição moldava rendeu-se no dia seguinte e as tropas de Miguel apanharam Jeremias em fuga, sendo que só se salvou da cpatura pelo sacrifício da sua retaguarda. Jeremias refugiou-se no castelo de Khotyn, com a sua família, alguns boiardos fieís e o ex-príncipe Sigismundo Báthory da Transilvânia. os soldados moldavos do castelo desertaram, deixando um pequeno contingente polaco como defensor. Antes de 11 de Junho, Jeremias conseguiu chegar ao acampamento do hetman Stanisław Żółkiewski 
Os estados vizinhos, principalmente a nobreza húngara da Transilvânia, discordaram desta política de Miguel e manifestaram-se contra ele. Com a ajuda do General Imperial Giorgio Basta, eles conseguiram derrotar Miguel na Batalha de Mirăslău, orçando o príncipe a deixar a Transilvânia com os que ainda lhe eram fiéis. Um exército polaco, liderado por Jan Zamoyski, conduziu os valaquianos da Moldávia e juntos derrotaram Miguel em  Năieni, Ceptura, e Bucov (Batalha do Rio Teleajăn). Este exército entoru também na Valáquia de leste e colocou Simão Movilă no trono. A forças leais a Miguel permaneceram somente na Olténia.

## Última vitória e assassinato

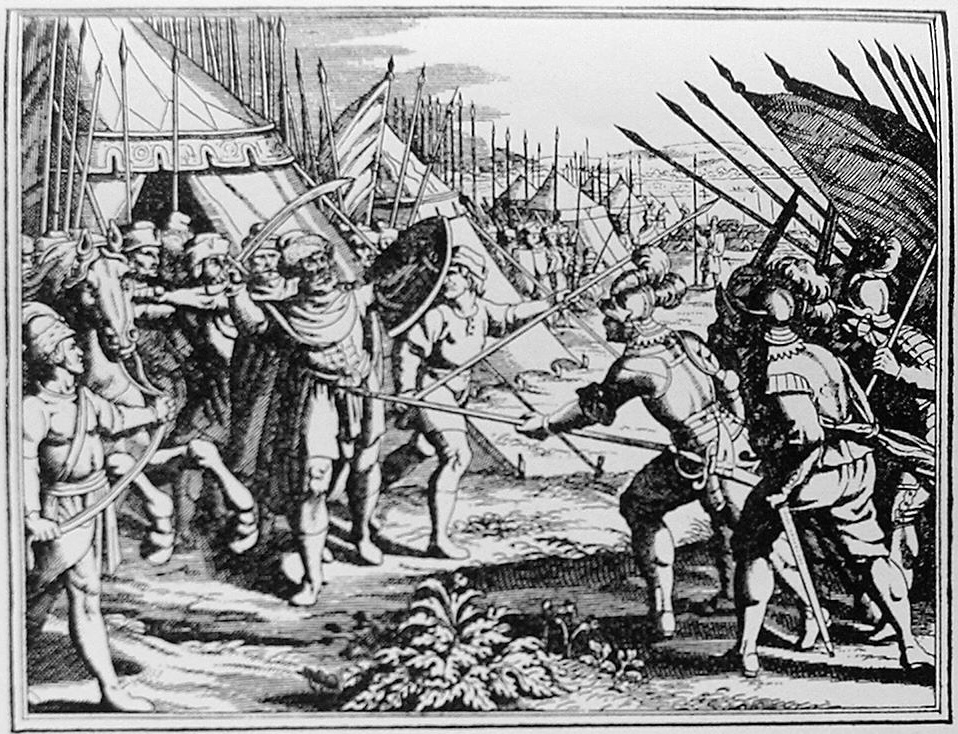
O assassinato de Miguel em Câmpia Turzii, 1601

Miguel pediu uma vez mais ajuda ao Imperador Rodolfo II da Germânia, durante uma visita a Praga entre 23 de Fevereiroe 5 de Março de 1601, que lhe foi concedida quando o Imperador soube que between Giorgio Basta havia perdido o controle da Transilvânia para a nobreza húngara de Sigismundo Báthory, que aceitou proteção otomana. Entretanto, forças leais ao filho de Miguel, Nicolau Pătraşcu, depuseram Simão do trono moldavo e prepararam-se para invadir a Transilvânia.  Miguel, aliado com Basta, derrotou a nobreza húngara na Batalha de Guruslău. Dias depois, Basta, que procurava controlar a Transilvânia, ordenou o assassinato de Miguel, em Câmpia Turzii, a 9 de Agosto de 1601. According to Romanian historian Constantin C. Giurescu:

## Casamento e descendência
Miguel casou, em 1584, na Igreja de Proieni, no Condado de Vâlcea, com Stanca, de quem teve a seguinte descendência:
- Nicolae Patrascu (entre 29 de Junho e 9 de Julho de 1584 - entre 28 de Agosto e 7 de Setembro de 1627), foi Co-Príncipe da Valáquia entre 1599 e 1600;
- Florica (?)
- Marula (?)